# Josef Opletal

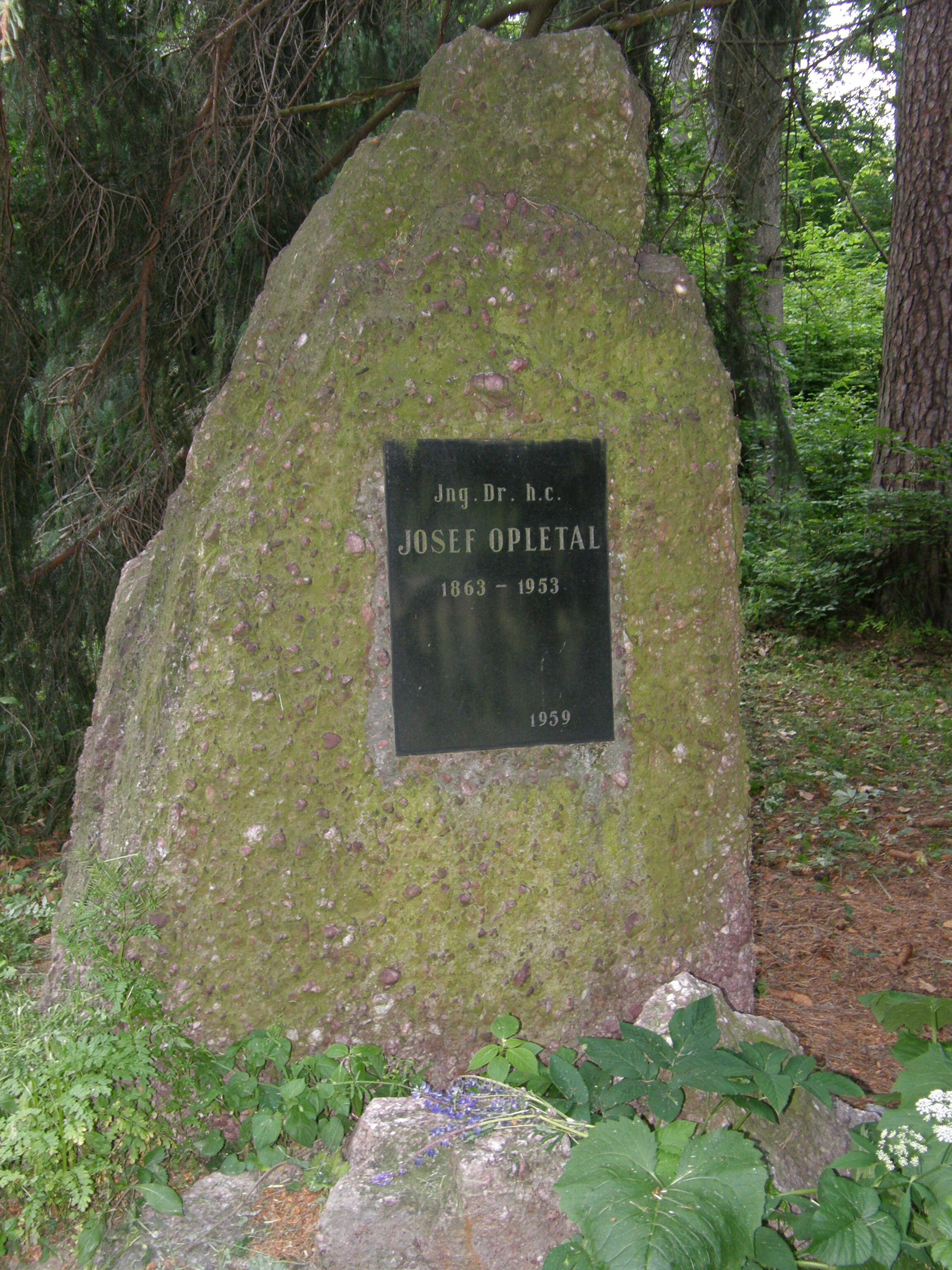
Pomník Josefa Opletala mezi Křtinami a Babicemi nad Svitavou

Josef Opletal (20. listopadu 1863 Studenec – 18. prosince 1953 Brno) byl český lesník a vysokoškolský pedagog.

## Život
Vystudoval Vysokou školu zemědělskou ve Vídni, poté krátce působil v praxi Ratajích nad Sázavou, později dlouhodobě v Bukovině. V roce 1919 nabídl své služby Československé republice. Působil jako ředitel státních lesů a statků v Banské Bystrici. Od roku 1921 pracoval ve funkci generálního ředitele státních lesů a statků v Praze. Rezignoval na funkci poté, co se střetl se státní byrokracií, která prosazovala prodej dřeva dřevařským společnostem na základě dlouhodobých smluv. Poté přešel na lesnickou fakultu v Brně, kde pracoval jako profesor lesní těžby a technologie. Dále byl zvolen děkanem fakulty (1925–1926) a rektorem Vysoké školy zemědělské (1928–1929) a byl mu udělen čestný doktorát technických věd. Světovou proslulost získal prací o lesním dopravnictví (1913), která byla oceněna několika rakouskými a rumunskými řády. Zajímavou památkou na jeho působení je i Lesnický Slavín, který vybudoval v lesích Školního lesního statku Křtiny u Brna.